# Angluzelles-et-Courcelles
Angluzelles-et-Courcelles  là một xã thuộc tỉnh Marne trong vùng Grand Est đông nam nước Pháp. Xã nằm ở khu vực có độ cao trung bình 93 mét trên mực nước biển.